# Vätöbron

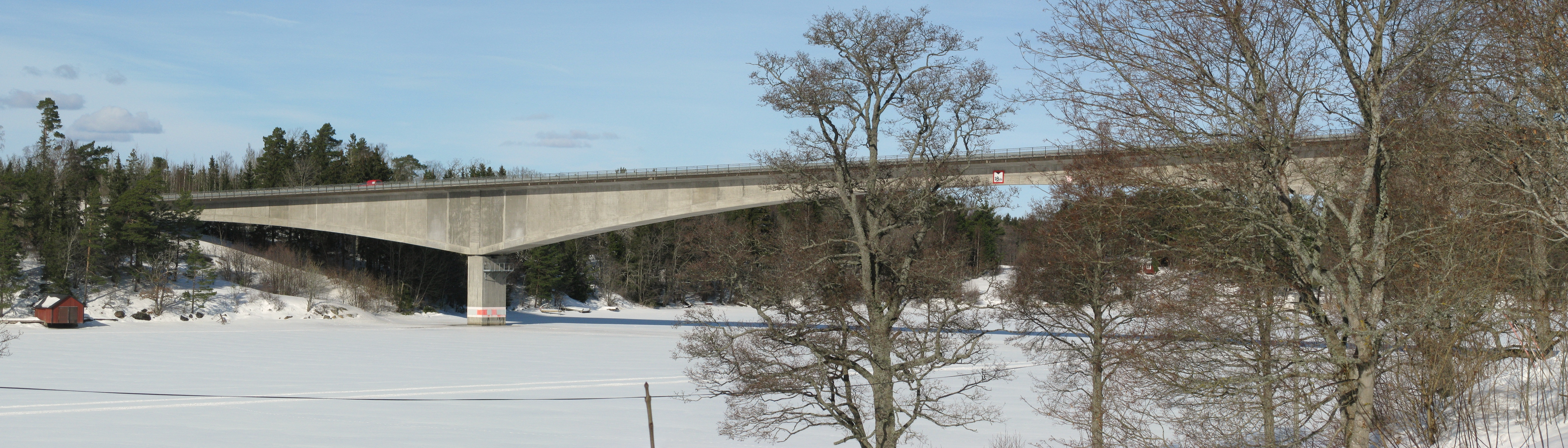
Vätöbron sedd från Vätö kyrka

Vätöbron är den bro som förbinder ön Vätö i Norrtälje kommun i Uppland med det svenska fastlandet. Bron invigdes sommaren 1993. Innan dess fanns det en färja.  Bron har tre spann över det 220 meter breda sundet och kostade drygt 48 miljoner att bygga. Den segelfria höjden är 18,0 meter vid medelvattenstånd. Samma byggteknik har använts för att bygga Tvärbanans broar i Stockholm.